# سیارک ۲۶۶۵
سیارک ۲۶۶۵ (به انگلیسی: 2665 Schrutka، نامگذاری:1938DW1) دو هزار و ششصد و شصت و پنجمین سیارک کشف شده‌است که در ۲۴ فوریه ۱۹۳۸ و در هایدلبرگ کشف شد.
قدر مطلق سیارک برابر ۱۳٫۲۰ است.